# Andries de Wilde

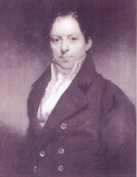
Andries de Wilde door
C.H Hodges (1831)

Andries de Wilde (Amsterdam, 21 november 1781 – Utrecht, 27 april 1865) was een welgestelde chirurgijn, planter en grootgrondbezitter van Soekaboemi op Java en landgoed Pijnenburg bij Baarn. Hij was zoon van scheepstimmerman en koopman Cornelis de Wilde (1736-1787) en Marretje Harsnis (1746-1810).

## Biografie
Andries de Wilde ging als elfjarige matroos met zijn stiefvader, de Pyrmontse scheepschirurgijn Johann Steitz, naar zee. Op z’n zestiende werd hij tijdens de Slag bij Kamperduin krijgsgevangen genomen door de Engelsen en kwam na twee jaren krijgsgevangenschap in Plymouth vanwege uitwisseling vrij. Hij ging Medicijnen studeren in Leiden en vertrok in 1803 als scheepschirurgijn naar Java.

### Indische periode
In Nederlands-Indië werd De Wilde, inmiddels chirurgijn-majoor bij de artillerie van de KNIL, tevens lijfarts en persoonlijk assistent van gouverneur-generaal Herman Willem Daendels. Na de functie van assistent-resident in Buitenzorg werd hij in 1808 aangesteld als Oost-Indisch ambtenaar te Trogong en Oedjoeng-Broeng bij Bandoeng in de Preanger regentschappen, waar hij toezicht hield op de koffiecultuur.

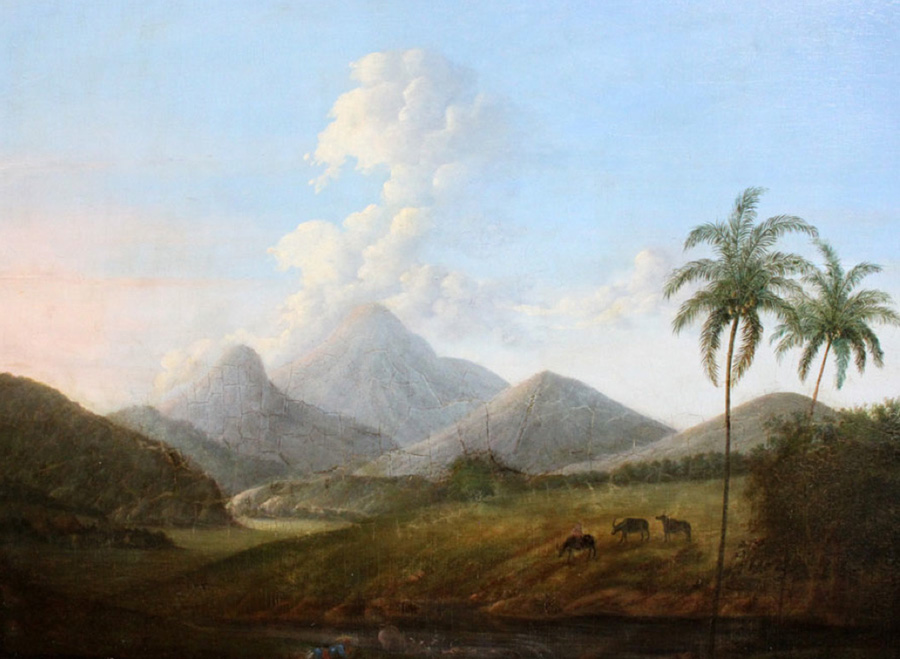
Landschap bij Soekaboemi (1818),
geschilderd door de broer van De Wilde,
Christoffel Steitz de Wilde (1784-1860)

In 1813 kocht hij met Thomas Stamford Raffles (luitenant-gouverneur van Java), Thomas MacQuoid (resident van Buitenzorg en de Preanger) en Nicolaus Engelhard de Soekaboemi-landen (het latere regentschap Soekaboemi), een gebied met de omvang van de provincie Gelderland.
Toen hij als administrateur was aangesteld, ontwikkelde hij er een particuliere onderneming die model stond voor talrijke Europese plantages op Java. Hij ontgon de wildernis die hij voorzag van wegen, irrigatiewerken en nieuwe plantages en introduceerde moderne productiemethoden en medische zorg zoals vaccinatie ten behoeve van de bevolking. Hij verdrievoudigde de productie in het regentschap, maakte fortuin in de rijst-, koffie-, thee- en suikerhandel en was geliefd bij de bevolking, vanwege de verbetering van de positie en het welzijn van de inheemse werknemers.
Zijn kennis van het Maleis en Soendanees zou in 1841 leiden tot de uitgave van een Maleis-Soendanees woordenboek van zijn hand.
In 1820 trouwde hij tijdens een verlof te Amsterdam met Cornelia Henrica Neitzel (1803-1892), dochter van zijn vriend, de Stettinse zeekapitein Johann Friedrich Neitzel (1769-1819) en Mary Day Venning (1780-1826), wiens familie uit Altarnun in Cornwall afkomstig was. Samen kregen ze twaalf kinderen, vijf zoons en zeven dochters. Ook had hij nog minstens drie erkende Indische dochters uit de tijd voor zijn huwelijk in z'n gezin opgenomen.
Wegens het dwarsbomen na een conflict met gouverneur-generaal Godert van der Capellen en Pieter Herbert van Lawick van Pabst over de instandhouding c.q. het herstel van de macht van de inheemse feodale regenten, waar planter De Wilde vooral met betrekking tot 'herendienst' fel tegen gekant was, liet hij zich in 1822 door het Indisch bewind uitkopen. Teleurgesteld keerde hij Nederlands-Indië in 1823 de rug toe en vertrok met zijn gezin naar het Europese deel van het Verenigd Koninkrijk der Nederlanden. In 1838 heeft de toenmalige minister van Koloniën, Arnoldus Brocx, een vorm van excuses aangeboden voor de gang van zaken.

### Pijnenburgse periode
Teruggekeerd in Holland, kocht De Wilde het landgoed Pijnenburg bij De Vuursche, op het grondgebied van de huidige gemeenten Soest en Baarn en vestigde er zich als ‘plattelands-heelmeester’ en projectontwikkelaar. Hij cultiveerde het landgoed met het aanleggen van lanen en uitgraven van weteringen en breidde het uit met omliggende gronden, zoals de aankoop van Hees. Naast bosbouw, maakte hij een groot deel van de veenafgravingen rond Pijnenburg geschikt voor land-, tuinbouw en veeteelt.

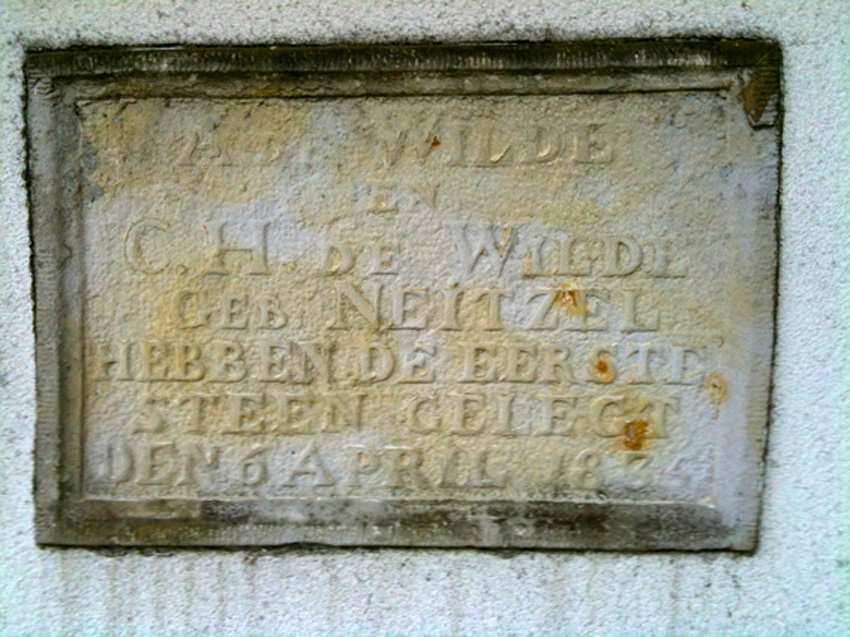
'Eerste steen' ter gelegenheid van de uitbreiding van huis Pijnenburg (1835)

Het huis Pijnenburg liet hij in 1835 naar ontwerp van architect Erik Frederik Homan aan de straatzijde uitbouwen met een tweede rechthoekige, grotere en hogere vleugel met schilddak, voorzien van een imposante portico in neoclassicistische stijl. Aan de achterzijde liet hij naar ontwerp van Hendrik van Lunteren een groot park in landschappelijke stijl aanleggen.

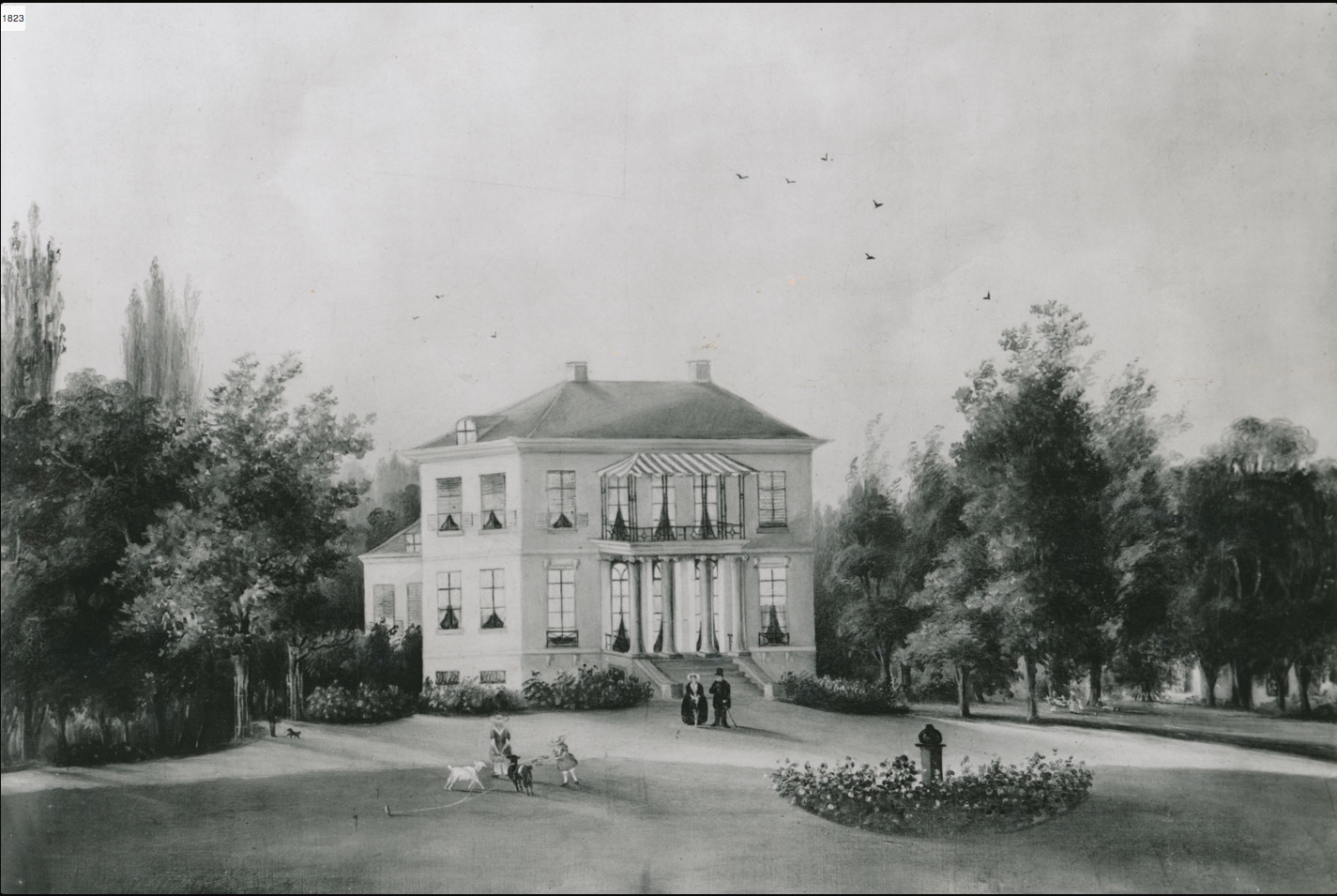
Andries en Cornelia Henrica de Wilde-Neitzel voor hun huis Pijnenburg (1840)

Op het landgoed Pijnenburg bouwde De Wilde pachtboerderijen en daglonershuisjes, die hij aan zijn vaste personeel verhuurde. Een viertal hoeven kreeg de naam van een van zijn zonen, Andrieshoeve (1827), Lodewijkshoeve (1832), Christoffelhoeve (1836) Gerritshoeve (1845) en een andere kreeg, bij gebrek aan zonen, de naam Bouwlust (1849). Christoffelhoeve, Gerritshoeve (nu Wijkerhoek) en Andrieshoeve (De Kooi) bestaan nog steeds en kenmerken zich door een lange-rechthoekvorm. Lodewijkshoeve en Bouwlust zijn gesloopt.
Toen de bedrijfsvoering van het landgoed hem in 1860 te zwaar werd, verkocht hij het noordelijk deel van Pijnenburg aan mr. Herman Albrecht Insinger (1827-1911), directeur van de Amsterdamse Kanaalmaatschappij en behield het zuidelijke deel waar hij de villa 'Zuid-Pijnenburg' (nu De Hoefslag) liet bouwen. In oktober 1865 verwierf Insinger ook dit deel van Pijnenburg.

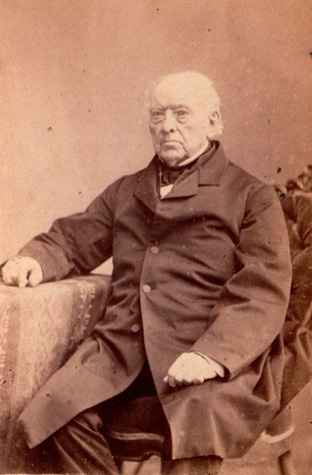
Andries de Wilde op oudere leeftijd

Buiten zijn werkzaamheden op Pijnenburg participeerde De Wilde in legio projecten. Hij was medeoprichter en directeur van "De Maatschappij tot Exploitatie der Westerborker en Broekvenen" te Nieuweroord in Drenthe en liet woonhuizen bouwen in de stad Utrecht, waar hij 's winters en aan het eind van zijn leven woonde. Hij overleed er in 1865 op 83-jarige leeftijd.
Andries de Wilde werd op 2 mei 1865 op de Nederlands Hervormde Begraafplaats Hoge Vuurseweg te Lage Vuursche begraven.

## Werken
- De Preanger regentschappen op Java gelegen, uitgegeven door M. Westerdam (Amsterdam, 1830). De afbeeldingen in dit boek zijn lithografieën van tekeningen die zijn broer Christoffel Steitz de Wilde maakte.
- Berigten betr. de Preanger Regentschappen op Java gelegen, met pl. (Amsterdam, 1829), overgedrukt uit de Ned. Hermes, Adres aan Z.M. den Koning wegens het voorgevallene ten aanzien van Soekaboemi onder het bewind van den G.G. V.d. Capellen (Amsterdam, 1839).
- Nederduitsch-Maleisch en Soendanees Woordenboek, uitgegeven door T. Roorda (Amsterdam 1841).

## Trivia
- In het uitvoerig rapport in de Bijlagen der Handelingen van de Staten-Generaal van 1870/1871 kan men lezen, hoe de verdiensten van De Wilde ten aanzien van Soekaboemi en deszelfs inwoners eindelijk ook in de volksvertegenwoordiging met waardering worden vermeld.
- De oudste dochter van De Wilde en Cornelia Henrica Neitzel, Cornelia Maria Elisabeth (1821-1890), huwde in 1841 te Baarn met de predikant en latere theoloog en hoogleraar Johannes Jacobus van Oosterzee.
- De Amerikaanse acteur André Brandon deWilde is zowel via een overgrootvader als overgrootmoeder een nazaat van hem.